# Hermannia saccifera
Hermannia saccifera är en malvaväxtart som först beskrevs av Porphir Kiril Nicolai Stepanowitsch Turczaninow, och fick sitt nu gällande namn av Amp; Schum.. Hermannia saccifera ingår i släktet Hermannia och familjen malvaväxter. Inga underarter finns listade i Catalogue of Life.